# Elecciones locales en Santa Rosa de Osos de 2023
Las Elecciones locales en Santa Rosa de Osos de 2023, se llevaron a cabo el 29 de octubre de 2023 en el municipio de Santa Rosa de Osos. En dichas elecciones, los santarrosanos eligieron los siguientes cargos para un periodo de cuatro años contados a partir del 1° de enero de 2024:
- Alcalde municipal de Santa Rosa de Osos.
- Gobernador de Antioquia.
- 13 miembros del Concejo municipal de Santa Rosa de Osos.
- 26 Diputados de la Asamblea de Antioquia.[1]

## Legislación
Por derecho constitucional, los ciudadanos luego de la mayoría de edad que no sean miembros de la fuerza pública, que no estén en interdicción o que no estén condenados, pueden ejercer su derecho al voto.
Para ser elegido alcalde es necesario ser un ciudadano mayor de edad,  haber nacido en el municipio o haber vivido mínimo un año antes de la inscripción en el.  Ningún funcionario público puede participar en ningún tipo de propaganda a favor o en contra de ningún candidato o ejercer algún tipo de presión.
Tanto en Santa Rosa de Osos como el resto del país, el organismo encargado de organizar las elecciones es la Registraduría Nacional del Estado Civil y el encargado de hacerles veeduría es el Consejo Nacional Electoral

### Puestos de votación
Electoralmente se dividió en 14 puestos de votación. 
- 3 al norte de la cabecera urbana: La Normal Superior Pedro Justo Berrío, la Terminal de Transporte y el Parque Educativo Neurona, que acogen también a todas las veredas del oriente del municipio, así como a los caseríos de Malambo y El Roble.
- 2 al sur de la cabecera urbana: El Coliseo Antonio Roldán Betancur y El Coliseo Menor que acogen también a las todas veredas occidentales del municipio, el centro poblado La Granja y el caserío La Cabuya.
- 2 en el norte del municipio: 1 en el corregimiento Aragón que acoge a todas sus veredas y el otro en el centro poblado El Chaquiro que acoge también al caserío La Piedra-Berrío.
- 2 en el centro del municipio: En el corregimiento Hoyorrico que acoge a todas sus veredas incluyendo los caseríos de La Cejita y La Cabaña; el otro en la vereda San José de la Ahumada
- 4 en el sur del municipio: 1 en el corregimiento Riogrande y 1 en el corregimiento San Isidro que acogen a sus veredas. 1 en el corregimiento San Pablo que incluye también a sus veredas y al caserío La Clara; y 1 en el centro poblado El Caney que incluye a sus veredas y al caserío Puente Gabino.
- 1 en la cárcel del circuito.

## Candidatos a la Alcaldía

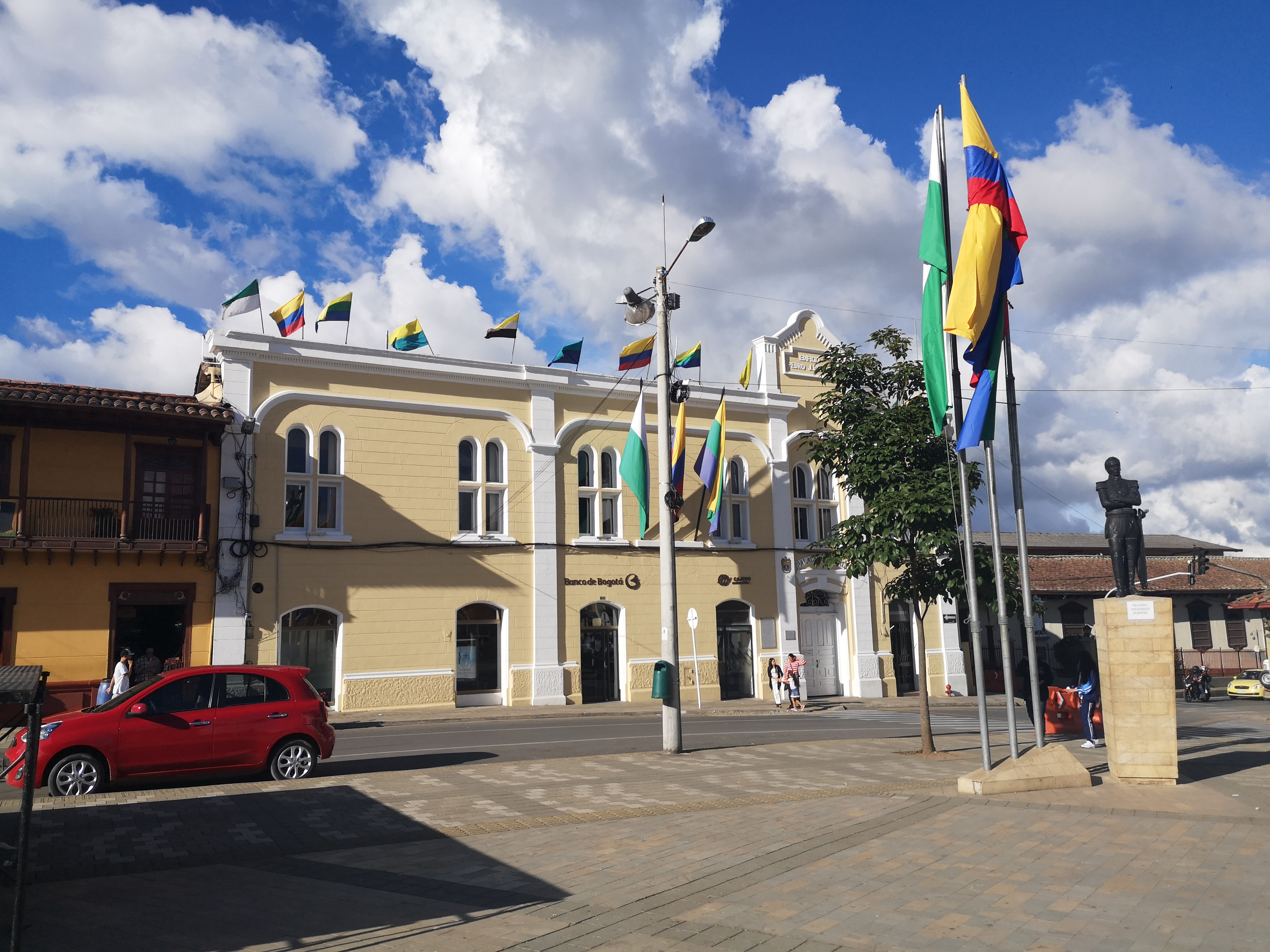
El Edificio Berrío es el palacio municipal de Santa Rosa de Osos, epicentro del poder político, sede de la alcaldía, el concejo y demás dependencias municipales

Para el mando del Edificio Berrío y  suceder al alcalde Carlos Alberto Posada Zapata, las siguientes personas se inscribieron como candidatos ante la registraduría:  
- Luis Bernardo Molina Granda por el Partido Social de Unidad Nacional (resultó el ganador)
- José Ignacio Gonzáles Cardona por el Partido Conservador Colombiano
- Mauricio Barrientos Osorio por Creemos Colombia
- Felix Olmedo Arango Correa por En Marcha (Colombia)
- María del Carmen Roldán Arango por la Alianza "Por Santa Rosa de Osos" que incluía al Centro Democrático (partido que gobernó a Santa Rosa de Osos en el periodo vigente) Partido Cambio Radical y Movimiento de Salvación Nacional.
- Yovany Alexander Álvarez Correa por la Alianza Verde (Colombia)